# Heinz Ferlesch
Heinz Ferlesch (* 1971 in der oberösterreichischen Umgebung von St. Valentin) ist ein österreichischer Chorleiter und Dirigent.

## Leben und Karriere
Ferlesch ist gebürtiger Oberösterreicher, wuchs aber im benachbarten niederösterreichischen St. Valentin auf. Schon als Jugendlicher wurde sein Talent im Dirigieren und in der Chorleitung entdeckt, und er erhielt durch Reimund Tötzl bereits mit 16 Jahren einen Ausbildungsplatz. Er arbeitet nach wie vor mit dem 1993 in seiner Heimatgemeinde Pfarrkirche Langenhart in St. Valentin gegründeten Chor Ad Libitum.
Ferlesch studierte am Anton-Bruckner-Konservatorium Linz und bei Herwig Reiter an der Hochschule für Musik und darstellende Kunst Wien. 1998 wurde er künstlerischer Leiter der Wiener Singakademie im Wiener Konzerthaus. Er gastierte mit dem Chor in Budapest, London, New York, Venedig und Zürich. 
2002 gründete Ferlesch sein Orchester Barucco, ein Ensemble aus spezialisierten Musikern für Alte Musik. Als Chorleiter der Singakademie arbeitete Ferlesch mit Dirigenten wie Georges Prêtre, Valery Gergiev, Gustavo Dudamel, Sir Simon Rattle, Franz Welser-Möst, Kent Nagano, Fabio Luisi, Ádám Fischer, Bertrand de Billy, Ton Koopman, Helmuth Rilling und Simone Young und Orchestern wie den Wiener Philharmonikern, den Wiener Symphonikern, dem RSO Wien und dem Orchester der Oper Zürich zusammen. Seit 2002 unterrichtet er an der Hochschule für Musik und darstellende Kunst Wien.

## Ehrungen
Ferlesch und seine Klangkörper wurden national und international mit Preisen geehrt. Er unterrichtet bei den Berkshire Choral Festivals und wirkt als Mitglied der Jury mehrerer Chorwettbewerbe. 2010 wurde Ferlesch für eine erste Zusammenarbeit mit dem Choeur de Radio France eingeladen, um Antonín Dvořáks „Stabat Mater“ in Paris aufzuführen.
- 2007 Ferdinand-Grossmann-Preis
- 2009 Erwin-Ortner-Preis zur Förderung der Chormusik
- 2013 Niederösterreichischer Kulturpreis – Anerkennungspreis in der Kategorie Musik
- 2013 Goldenes Ehrenzeichen der Gemeinde St. Valentin